# Campeonato Mundial de Halterofilismo de 2023 - Até 55 kg feminino
A categoria até 55 kg feminino foi um evento do Campeonato Mundial de Halterofilismo de 2023, disputado em Riade, na Arábia Saudita, nos dias 5 e 6 de setembro de 2023.

## Calendário
Horário local (UTC+3)
| Dia           | Horário | Fase    |
| ------------- | ------- | ------- |
| 5 de setembro | 21:30   | Grupo C |
| 6 de setembro | 14:00   | Grupo B |
| 6 de setembro | 19:00   | Grupo A |

## Medalhistas
| Evento    | Ouro                 | Ouro   | Prata                | Prata  | Bronze                | Bronze |
| --------- | -------------------- | ------ | -------------------- | ------ | --------------------- | ------ |
| Arranque  | Chen Guan-ling (TPE) | 91 kg  | Rohelys Galvis (COL) | 90 kg  | Irene Borrego (MEX)   | 89 kg  |
| Arremesso | Chen Guan-ling (TPE) | 112 kg | Rohelys Galvis (COL) | 111 kg | Rosalba Morales (COL) | 110 kg |
| Total     | Chen Guan-ling (TPE) | 203 kg | Rohelys Galvis (COL) | 201 kg | Irene Borrego (MEX)   | 199 kg |

## Recordes
Antes desta competição, o recorde mundial da prova era o seguinte:
| Recorde         | Tipo      | Atleta            | Peso   | Local    | Data                   |
| Recorde Mundial | Arranque  | Li Yajun (CHN)    | 102 kg | Asgabade | 3 de novembro de 2018  |
| Recorde Mundial | Arremesso | Liao Qiuyun (CHN) | 129 kg | Pattaya  | 20 de setembro de 2019 |
| Recorde Mundial | Total     | Liao Qiuyun (CHN) | 227 kg | Pattaya  | 20 de setembro de 2019 |

## Resultado
Os resultados foram os seguintes.
| Pos.              | Atleta                           | Grupo | Arranque (kg) | Arranque (kg) | Arranque (kg) | Arranque (kg)     | Arremesso (kg) | Arremesso (kg) | Arremesso (kg) | Arremesso (kg)    | Total |
| Pos.              | Atleta                           | Grupo | 1             | 2             | 3             | Resultado         | 1              | 2              | 3              | Resultado         | Total |
| ----------------- | -------------------------------- | ----- | ------------- | ------------- | ------------- | ----------------- | -------------- | -------------- | -------------- | ----------------- | ----- |
| Medalha de ouro   | Chen Guan-ling (TPE)             | A     | 88            | 91            | 93            | Medalha de ouro   | 108            | 112            | 112            | Medalha de ouro   | 203   |
| Medalha de prata  | Rohelys Galvis (COL)             | A     | 87            | 87            | 90            | Medalha de prata  | 105            | 109            | 111            | Medalha de prata  | 201   |
| Medalha de bronze | Irene Borrego (MEX)              | A     | 85            | 89            | 92            | Medalha de bronze | 106            | 110            | 110            | 4                 | 199   |
| 4                 | Andreea Cotruţa (ROU)            | A     | 87            | 90            | 90            | 5                 | 107            | 110            | 110            | 5                 | 197   |
| 5                 | Shoely Mego (PER)                | B     | 82            | 85            | 87            | 4                 | 105            | 108            | 108            | 6                 | 195   |
| 6                 | Rosalba Morales (COL)            | A     | 85            | 88            | 88            | 9                 | 110            | 113            | 113            | Medalha de bronze | 195   |
| 7                 | Aleksandra Grigoryan (ARM)       | A     | 83            | 86            | 86            | 12                | 107            | 107            | 114            | 8                 | 190   |
| 8                 | Josée Gallant (CAN)              | B     | 84            | 88            | 88            | 11                | 104            | 105            | 108            | 9                 | 189   |
| 9                 | Jamila Panfilova (UZB)           | A     | 82            | 85            | 87            | 6                 | 102            | 105            | 106            | 15                | 189   |
| 10                | Sol Anette Waaler (NOR)          | B     | 83            | 86            | 88            | 7                 | 102            | 105            | 105            | 14                | 188   |
| 11                | Juliana Klarisa (INA)            | B     | 79            | 82            | 83            | 20                | 103            | 107            | 112            | 7                 | 186   |
| 12                | Windy Cantika Aisah (INA)        | B     | 81            | 81            | 85            | 8                 | 100            | 105            | 105            | 17                | 185   |
| 13                | Jenly Tegu Wini (SOL)            | C     | 75            | 80            | 84            | 10                | 100            | 106            | 106            | 16                | 184   |
| 14                | Alba Sánchez (ESP)               | B     | 80            | 84            | 84            | 15                | 100            | 103            | 105            | 11                | 183   |
| 15                | Scheila Meister (SUI)            | A     | 80            | 80            | 84            | 18                | 103            | 103            | 105            | 13                | 183   |
| 16                | Aline Facciolla (WRT)            | B     | 77            | 81            | 82            | 13                | 95             | 100            | 100            | 18                | 182   |
| 17                | Rebekka Tao Jacobsen (NOR)       | B     | 77            | 79            | 80            | 21                | 102            | 104            | 107            | 10                | 181   |
| 18                | Sarikanirina Bakoliharisoa (MAD) | C     | 75            | 75            | 80            | 14                | 95             | 105            | 105            | 19                | 175   |
| 19                | Marlous Schuilwerve (NED)        | B     | 77            | 77            | 80            | 16                | 93             | 93             | 96             | 20                | 173   |
| 20                | Issi Agrait (PUR)                | C     | 71            | 75            | 79            | 19                | 90             | 91             | 95             | 22                | 170   |
| 21                | Atenery Hernández (ESP)          | C     | 72            | 74            | 76            | 23                | 92             | 95             | 95             | 21                | 166   |
| 22                | Ana Gabriela López (MEX)         | C     | 75            | 80            | 80            | 22                | 80             | 85             | 90             | 23                | 165   |
| 23                | Margarida Pontes (POR)           | C     | 60            | 65            | 66            | 24                | 80             | 85             | 88             | 24                | 145   |
| 24                | Hanan Aameri (KSA)               | C     | 54            | 58            | 58            | 25                | 70             | 70             | 77             | 27                | 128   |
| 25                | Liyana Safiah Sidek (BRU)        | C     | 53            | 55            | 58            | 26                | 68             | 71             | 71             | 26                | 126   |
| —                 | Celine Delia (ITA)               | A     | 80            | 85            | 85            | 17                | 110            | 110            | 111            | —                 | —     |
| —                 | Izabella Yaylyan (ARM)           | A     | 85            | —             | —             | —                 | —              | —              | —              | —                 | —     |
| —                 | Rose Harvey (CAN)                | B     | 81            | 81            | 81            | —                 | 100            | 103            | 105            | 12                | —     |
| —                 | Tika Maya Gurung (NEP)           | C     | 62            | 62            | 62            | —                 | 80             | 80             | 86             | 25                | —     |
| —                 | Sanikun Tanasan (THA)            | C     | 85            | —             | —             | —                 | —              | —              | —              | —                 | —     |
| —                 | Bindyarani Devi (IND)            | C     | —             | —             | —             | —                 | —              | —              | —              | —                 | —     |